# مملكة مالي
إمبراطورية مالي هي دولة سابقة انفصلت عن الكونغو عام 1230 م. حيث قام قائد ماندينكا سوندياتا كيتا (Sundiata Keita), بتكوين اتحاد للقبائل في الوادي الخصيب بأعالي نهر النيجر وجعل جيرانه تحت سيطرته مؤسسا إمبراطورية مالي وكانت أكبر من مملكة غانا. وأثناء أوجها، امتدت الإمبراطورية من ساحل المحيط الأطلسي بالغرب إلى ماوراء تخوم منحنى نهر النيجر بالشرق، ومن حقولالذهب في غينيا بالجنوب إلى محطّ القوافل التجارية عبر الصحراء بالشمال. وكان إمبراطورها مانسا موسى قد حج لمكة عام 1324 م 1 عبر القاهرة، واستقبله المماليك في القاهرة بحفاوة بالغة. وقد انخفض سعر الذهب بالعالم إثر رحلة الحج تلك لكثرة ما وزع من ذهب على طول الرحلة. وفي هذه السنة أصبحت العاصمة تمبكتو بجنوب غرب نهر النيجر مركز تجارة الذهب وتعليم الإسلام. وفي أواخر القرن 14 استقلت الأقاليم الخارجية. ومن جنوب منحنى نهر النيجر هامت قبائل موسي (Mossi) قلب الإمبراطورية واستولى الطوارق، وهم بدو جنوب الصحراء الكبرى، على تمبكتو العاصمة. وفي سنة 1500 م امتد حكم مالي لمناطق بأعالي نهر النيجر.

## التاريخ

### موسى كيتا الأول (مانسا موسى)
يرجح أن كانكان موسى، المعروف باسم مانسا موسى، قد تولى سدة الحكم في عام 1312 تقريبًا، وذلك بالرغم من أن تاريخًا سالفًا لذلك قد يكون صحيحًا. يعتبر عهده العصر الذهبي لمالي. كان من أوائل المسلمين الورعين بحق الذين قادوا إمبراطورية مالي. حاول جعل الإسلام ديانة طبقة النبلاء، ولكنه التزم بالتقاليد الإمبراطورية المتمثلة في عدم فرضه على السكان. كذلك جعل الاحتفال بعيد الفطر في نهاية شهر رمضان عيدًا وطنيًا. كان يستطيع القراءة والكتابة باللغة العربية، وأولى مدينة تمبكتو اهتمامًا بحثيًا، وهي التي ضمها بصورة سلمية في عام 1324. حول موسى جامعة سنكوري من مدرسة دينية غير رسمية إلى جامعة إسلامية، وذلك بمساعدة إحدى السيدات الملكيات في بلاطه. وازدهرت الدراسات الإسلامية بعد ذلك.
تكللت إنجازات مانسا موسى كيتا في رحلته الشهيرة إلى مكة لأداء الحج، والتي انطلقت في عام 1324، وانتهت بعودته في عام 1326. تختلف الروايات حول عدد الأشخاص وكمية الذهب التي أنفقها. ولكن يتفق جميعهم على أنه اصطحب ثلة كبيرة من الناس؛ إذ احتفظ المانسا بحراسة شخصية بلغ قوامها نحو 500 رجل، ووهب الكثير من الصدقات، واشترى الكثير من الأشياء حتى أن قيمة الذهب في مصر وشبه الجزيرة العربية انخفضت لمدة اثني عشر عامًا. وحين مر من القاهرة، يشير المقريزي، وهو مؤرخ، إلى «شروع أعضاء حاشيته في شراء الجواري التركيات والحبشيات، والمغنيات والملابس، حتى تراجع سعر الدينار الذهبي بمقدار ستة دراهم.»

## الحياة الاقتصادية
وصل منسا موسى إلى عرش الإمبراطورية عام 1307 عقب سلسلة من الحروب والصراعات الأهلية ودام حكمه مدة ثلاثين سنة طوال. بلغت المملكة خلال الفترة التي وصلت فيها إلى ذروة قوتها وغناها بسبب العائدات التي جنتها البلاد من الضرائب المفروضة على التجارة الذاهبة والقادمة إلى مالي بالإضافة إلى الكمية الفائضة من الذهب الذي كانت بحوذة منسا موسى، فقد كان معه مقدار كبير من الذهب خلال رحلته لأداء طقوس وشعائر الحج إلى مكة حتى أنهُ وزَّع مقداراً كبيراً من هذا الذهب على الكثير من الفقراء والبدو الذين صادفهم أثناء رحلته الصحراوية، إلَّا أن استهتار منسا وإضاعته لجميع الذهب الذين كان معه في هذه الرحلة أدى إلى عواقب وخيمة وعاد على الإمبراطورية بالكارثة والفاجعة الاقتصادية فازداد التضخم في جميع أنحاء مالي. ولكن منسا لم يكن أبِه بالأمر في رحلته لأن علِمَ أنه ما زال يملك ذهباً يكفيه للعودة إلى موطنه وتسديد ما عليه من ديون. كانت التجارة عاملاً أساسياً في نجاح إمبراطورية مالي، ولا سيما حين استطاع منسا موسى بسط سيطرته على تمبكتو حيث شكَّلت هذه المدينة مركزاً حيوياً للتجارة والتعليم والترفيه. وكانت إمدادات المياه التي تمتعت بها المدينة من الأسباب الرئيسية لنجاح تمبكتو على الصعيد التجاري.
قامت الحياة الاقتصادية في إمبراطورية مالي على الزراعة والصناعة والرعي وصيد السمك. فعلى الرغم من أن الإمبراطورية اشتهرت في العالم بغناها بالذهب، إلَّا أن اقتصادها كان يعتمد في المقام الأول على الزراعة وتربية الماشية، وكانت من بين أهم المحاصيل المزروعة هو الأرز الذي انتشرت زراعته في أودية الأنهار، كما كانوا يقومون بزراعة الفاصولياء والخضراوات العديدة الأخرى، وقد تميزت إمبراطورية مالي بوفرة المواد الغذائية فيها. كما كانت شعوب الإمبراطورية، ولا سيما شعب الفولاني يقوم بتربية الماشية.
كما كان صيد الأسماك من اختصاص جماعات عرقية معينة مثل السومونو في أعالي النيجر، وشعب البورو في حوض النيجر الأوسط، وكان السمك المدخن يُباع في جميع أنحاء الإمبراطورية. أمَّا الصناعة فقد كانت من اختصاص طوائف حرفية متخصصة، فالحد الأدنى كانوا يقومون بصناعة الأدوات الزراعية (الرفش، المنجل) والأسلحة وأخرى بصياغة الذهب، وفي ميدان التجارة لعبت بالغ الأهمية في اقتصاد الإمبراطورية.

### التجارة
كانت التجارة من العوامل الهامة التي أدت إلى صعود مالي ونجاحها. تزامن ازدهارها مع الفترة التي وقعت فيها تمبكتو تحت سيطرة مانسا. فرضت الإمبراطورية ضرائب على كل أونصة من الذهب والنحاس والملح دخلت حدودها. كذلك حظي جوز الكولة بأهمية ملحوظة. حل السلام الماندينغي على منطقة غرب إفريقيا بحلول القرن الرابع عشر، وهو ما سمح للتجارة بالازدهار.
لم يكن هناك عملة موحدة لكافة أنحاء المملكة، بل استُخدمت نماذج عدة. مثلت مدن منطقة الساحل والصحراء الكبرى التابعة لإمبراطورية مالي محطات توقف للقوافل التجارية على طول طريقها المديد. وكانت هذه المدن بمثابة مراكز تجارية لشتى المنتجات من إفريقيا الغربية. فمثلًا، توجر بالملح في تغازة، وتوجر بالنحاس في تكدا. لاحظ ابن بطوطة استعمال الرق في هاتين البلدتين. إذ سافر ابن بطوطة خلال معظم رحلته برفقة حاشية ضمت عددًا من العبيد الذين حمل جلهم البضائع التجارية. هذا ونقلت قافلته خلال عودتها من تكدا إلى المغرب 600 أَمَة (جارية)، وهو ما يشير إلى أن الرق مثل جزءًا كبيرًا من النشاط التجاري للإمبراطورية.

### الذهب
كانت معظم ثروة مالي من الذهب غير مرتبطة بالحكم المباشر للمناطق المنتجة للذهب، بل جاءت من الجزية والمتاجرة مع المناطق التي عثر فيها على الذهب. كانت ملكية قطع الذهب ترجع إلى المانسا حصرًا، إذ حظر القانون الاتجار بها ضمن حدود الدولة. كان كل الذهب يُسلّم على الفور إلى الخزانة الإمبراطورية مقابل إبداله بما يعادل قيمته من غبار الذهب. وزِن وعبِأ غبار الذهب للاستعمال بدءًا من عهد إمبراطورية غانا على أدنى تقدير. تبنت مالي هذه الممارسة لكبح جماح التضخم، وذلك نظرًا لأهميته الكبيرة في المنطقة. كان المثقال (4.5 غرام من الذهب) وحدة قياس الذهب الأكثر شيوعًا داخل المملكة. استُخدم هذا المصطلح بصورة متبادلة مع الدينار، رغم أنه ليس من الواضح بمكان ما إذا استعملت العملة المسكوكة في الإمبراطورية. استعمل غبار الذهب في جميع أنحاء الإمبراطورية، ولكن اختلفت قيمته باختلاف المنطقة.
أصبحت مالي مصدرًا لما يقرب من نصف الذهب في العالم القديم، والذي صُدر من مناجم بامبوك، وبور، وغالام بحلول مطلع القرن الرابع عشر. اكتشفت مناجم الذهب في بور الواقعة في ما يعرف الآن باسم غينيا خلال أواخر القرن الثاني عشر.

### الملح
حظي الملح، وهو سلعة تجارية حيوية أخرى، بنفس القيمة، هذا إن لم تكن قيمته أعلى من قيمة الذهب في إفريقيا جنوب الصحراء الكبرى. كان يقطّع إلى قطع ويصرف على السلع بقوة شرائية معادلة أو مقاربة للذهب في جميع أنحاء الإمبراطورية. وفي حين ساوى في قيمته قيمة الذهب في الشمال، فإنه كان ذو قيمة أعلى في الجنوب بحكم ندرته. وفي كل عام، كان التجار يدخلون مالي من بلدة ولاتة، وجمالهم محملة بالملح الذي سوف يبيعونه في العاصمة. كتب ابن بطوطة أن تاغزة، وهي أحد أهم مناجم الملح في مالي، خلت من الأشجار، واحتوت فقط على الرمال ومناجم الملح. لم يعش أحد في هذه المنطقة سوى خدم المصفاة الذين كانوا يتاجرون بالملح، وعاشوا على التمر المستورد من سجلماسة ووادي درعة، ولحم الجمل والدخن المستورد من السودان. شيدت المباني من ألواح ملحية، وسُقّفت بجلود الجمال. استخرج الملح من الأرض وقُطّع إلى ألواح سميكة، وحُمّل كل اثنين منها على ظهر جمل، لينقل جنوبًا عبر الصحراء إلى ولاتة للمبيع. تحددت قيمة الملح بصورة رئيسية من خلال الرجوع إلى تكاليف النقل. يذكر ابن بطوطة أن حمولة جمل واحد من الملح كانت تباع في ولاتة مقابل ما يتراوح من 8 إلى 10 مثاقيل ذهبية، ولكن بلغت قيمتها ضمن حدود مالي الأصلية ما تراوح من 20 إلى 30 دوقت، ووصل إلى 40 دوقت في بعض الأحيان.

### النحاس
كذلك كان النحاس سلعةً ذات قيمة في إمبراطورية مالي. ووفقًا لابن بطوطة، استخرج النحاس من تكدا في الشمال، وقويضت سبائكه بالذهب في الجنوب. تدعي مصادر معاصرة مقايضة 60 سبيكة من النحاس مقابل 100 دينار من الذهب. كان شعب الأكان يقايض الذهب بثلثي وزنه من النحاس. كذلك توجر بالنحاس مع مدن بنين، وإيفي، ونري.

## الجيش
يشير عدد ووتيرة الفتوحات خلال أواخر القرن الثالث عشر وطيلة القرن الرابع عشر إلى أن مانسا (ملوك) كولونكان ورثوا و/أو طوروا جيشًا وطيدًا. نسِب إلى سوندياتا الفضل في تنظيم الجيش الماندينغي خلال بداياته على أقل تقدير. ومع ذلك، شهد الجيش تغييرات جذرية قبل وصوله للمقاييس الأسطورية التي زعمها رعاياه. تمكنت إمبراطورية مالي من توسيع نفوذها عبر أراضيها الشاسعة وما وراءها، ويرجع ذلك إلى الإيرادات الضريبية المنتظمة والحكومة المستقرة التي ظهرت منذ الربع الأخير من القرن الثالث عشر. كان جيش مالي منظم تنظيمًا حسنًا. إذ شمل فيلقًا نخبويًا من الخيالة والعديد من جنود المشاة في كل كتيبة من كتائبه. ظهرت الحاجة إلى وجود جيش لحراسة الحدود بغرض حماية تجارة مالي المزدهرة.

## معرض صور

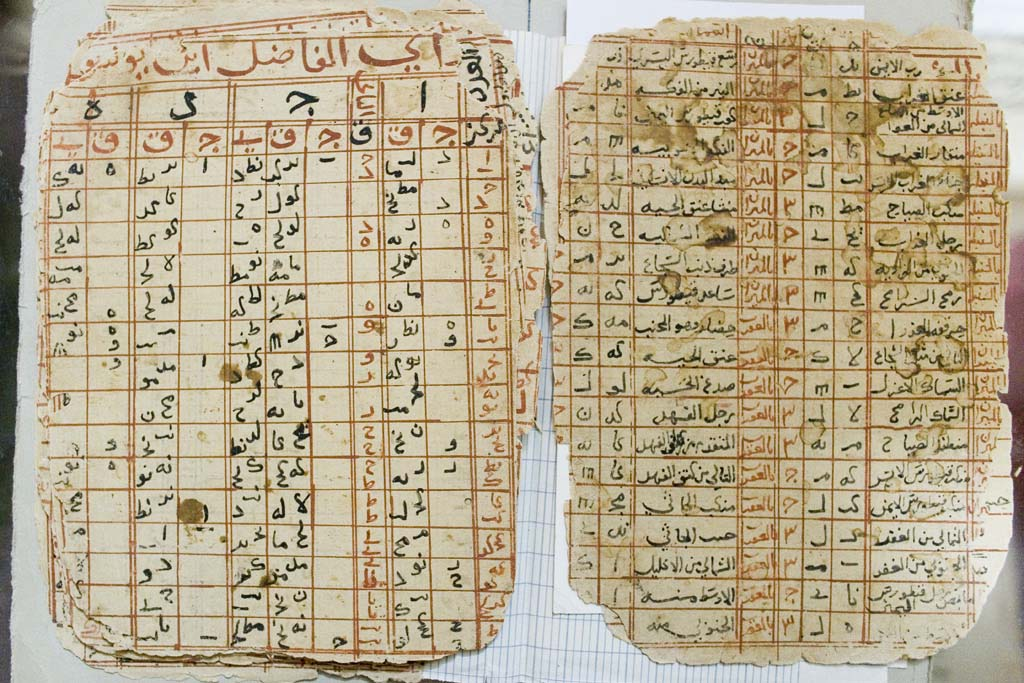
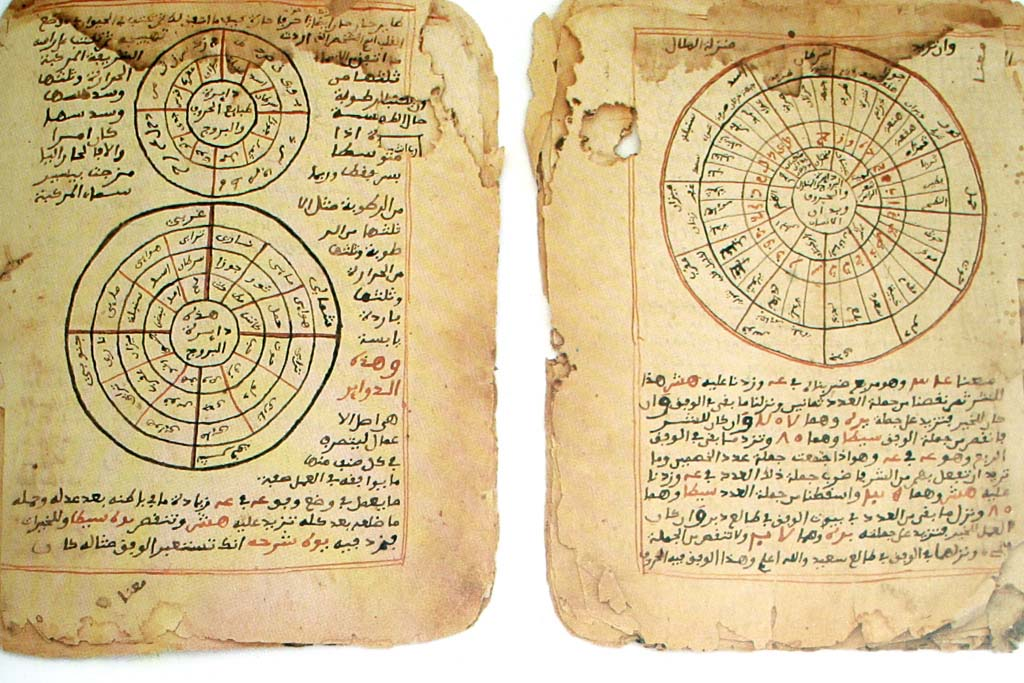
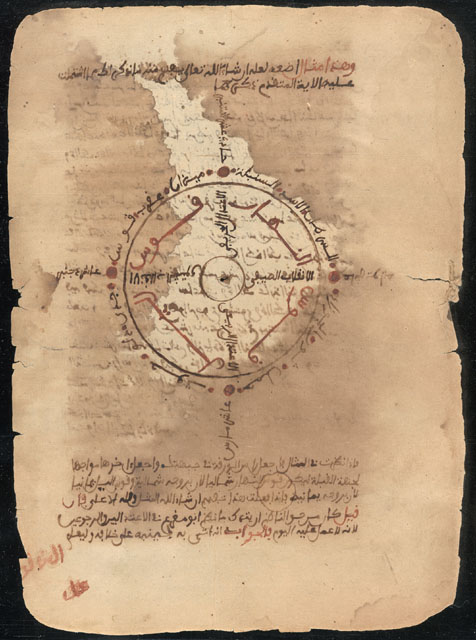